# منطقه دریاچه‌ای ویلاندرا
منطقه دریاچه‌ای ویلاندرا در جنوب غرب نیو ساوث ولز، استرالیا قرار دارد. این پهنه ۲۴۰۰ کیلومتر مربع را پوشش می‌دهد.
و دارای ویژگی‌های مهم طبیعی و فرهنگی است از جمله نمونه‌های استثنایی از تمدن گذشته بشر و قدیمی‌ترین مکان سوزاندن اجساد در جهان است. منطقه دریاچه‌ای ویلاندرا ویلاندرا در سال ۱۹۸۱ در فهرست ترکیبی (طبیعی، فرهنگی) میراث جهانی یونسکو به ثبت رسید و در ماه مه سال ۲۰۰۷ به فهرست میراث ملی استرالیا افزوده‌شد.